# Nerviani
Nerviani è un cognome di lingua italiana.

## Varianti
Il cognome non presenta varianti.

## Origine e diffusione
Cognome tipicamente settentrionale, è presente prevalentemente in Lombardia.
Potrebbe derivare dal toponimo Nerviano.